# Campeonato de Europa de patinaje de velocidad en línea 2009
El Campeonato de Europa de patinaje de velocidad en línea de 2009 tuvo lugar del 29 de julio al 8 de agosto, disputándose en la localidad belga de Ostende. Fue la segunda ocasión en la que Bélgica organizó el campeonato continental, tras la edición de 1999.
Los participantes más exitosos fueron Sabine Berg en mujeres con 4 medallas de oro y Bart Swings en hombres con cinco medallas de oro.

## Mujeres
| Distancia                   | Oro                                                            | Plata                                                              | Bronce                                                  |
| Pista                       | Pista                                                          | Pista                                                              | Pista                                                   |
| --------------------------- | -------------------------------------------------------------- | ------------------------------------------------------------------ | ------------------------------------------------------- |
| 300 m Sprint Individual     | Nicoletta Falcone                                              | Erika Zanetti                                                      | Jana Gegner                                             |
| 500 m Sprint                | Erika Zanetti                                                  | Nicoletta Falcone                                                  | Sabine Berg                                             |
| 1.000 m Sprint              | Sabine Berg                                                    | Elma de Vries                                                      | Erika Zanetti                                           |
| 10.000 m Puntos/Eliminación | Simona Di Eugenio                                              | Mareike Thum                                                       | Sabine Berg                                             |
| 10.000 m Eliminación        | Laura Lardani                                                  | Sabine Berg                                                        | Laetitia Le Bihan                                       |
| 3.000 m Relevos             | Alemania · Sabine Berg · Jana Gegner · Mareike Thum            | Italia                                                             | Países Bajos                                            |
| Ruta                        |                                                                |                                                                    |                                                         |
| 200 m Sprint Individual     | Nicoletta Falcone                                              | Desire Contenti                                                    | Stephanie Dreyer                                        |
| 500m Sprint                 | Desire Contenti                                                | Nicoletta Falcone                                                  | Erika Zanetti                                           |
| 10.000 m Puntos             | Simona Di Eugenio                                              | Mareike Thum                                                       | Elma de Vries                                           |
| 15.000 m Eliminación        | Sabine Berg                                                    | Elma De Vries                                                      | Mareike Thum                                            |
| 5.000 m Relevos             | Italia · Arianna Arcidiacono · Desire Contenti · Erika Zanetti | Países Bajos · Elma de Vries · Bianca Roosenboom · Anniek Ter Haar | Francia Justine Halbout Laetitia Le Bihan Aurore Schiro |
| Larga distancia             |                                                                |                                                                    |                                                         |
| 42.195 m Marathon           | Sabine Berg                                                    | Elma de Vries                                                      | Simona Di Eugenio                                       |

## Hombres
| Distancia                   | Oro                                                   | Plata                                                          | Bronce                                                        |
| Pista                       | Pista                                                 | Pista                                                          | Pista                                                         |
| --------------------------- | ----------------------------------------------------- | -------------------------------------------------------------- | ------------------------------------------------------------- |
| 300 m Sprint Individual     | Wouter Hebbrecht                                      | Nicolas Pelloquin                                              | Andrea Peruzzo                                                |
| 500 m Sprint                | Andrea Peruzzo                                        | Ronald Mulder                                                  | Andrea Angeletti                                              |
| 1.000 m Sprint              | Bart Swings                                           | Felix Rijhnen                                                  | Andrea Peruzzo                                                |
| 10.000 m Puntos/Eliminación | Bart Swings                                           | Patxi Peula                                                    | Crispijn Ariens                                               |
| 15.000 m Eliminación        | Fabio Francolini                                      | Bart Swings                                                    | Alexis Contin                                                 |
| 3.000 m Relevos             | Bélgica · Ferre Spruyt · Bart Swings · Maarten Swings | Francia Alexis Contin Kevin Gauclin Gwendal Le Pivert          | Italia · Davide Amabili · Andrea Angeletti · Fabio Francolini |
| Ruta                        |                                                       |                                                                |                                                               |
| 200 m Sprint Individual     | Wouter Hebbrecht                                      | Ioseba Fernández                                               | Matthias Schwierz                                             |
| 500m Sprint                 | Claudio Naselli                                       | Michel Mulder                                                  | Thomas Boucher                                                |
| 10.000 m Puntos             | Brian Lepine                                          | Ewen Fernandez                                                 | Kwinten Tas                                                   |
| 20.000 m Eliminación        | Fabio Francolini                                      | Ferre Spruyt                                                   | Bart Swings                                                   |
| 5.000 m Relevos             | Bélgica · Bart Swings · Kwinten Tas · Ferre Spruyt    | Italia · Claudio Nasseli · Andrea Angeletti · Fabio Francolini | Francia Gwendal Le Pivert Kevin Gauclin Thomas Boucher        |
| Larga distancia             |                                                       |                                                                |                                                               |
| 42.195 m Marathon           | Bart Swings                                           | Fabio Francolini                                               | Ferre Spruyt                                                  |

## Medallero
| Pos. | País         | Oro | Plata | Bronce | Total |
| ---- | ------------ | --- | ----- | ------ | ----- |
| 1.   | Italia       | 12  | 7     | 7      | 26    |
| 2.   | Bélgica      | 7   | 2     | 3      | 12    |
| 3.   | Alemania     | 4   | 4     | 6      | 14    |
| 4.   | Francia      | 1   | 3     | 5      | 9     |
| 5.   | Países Bajos | 0   | 6     | 3      | 9     |
| 6.   | España       | 0   | 2     | 0      | 2     |